# Rot-Weiß Oberhausen
Rot-Weiß Oberhausen este un club de fotbal din Oberhausen, Germania care evoluează în Regionalliga West.

## Lotul de jucători în sezonul 2009–10
| Nr. |                    | Poziție | Jucător             |
| --- | ------------------ | ------- | ------------------- |
| 1   | Germania           | P       | Christoph Semmler   |
| 2   | Gambia             | F       | Timo Uster          |
| 3   | Germania           | F       | Daniel Embers       |
| 4   | Grecia             | F       | Dimitrios Pappas    |
| 5   | Germania           | F       | Benjamin Reichert   |
| 6   | Germania           | M       | Daniel Gordon       |
| 7   | Germania           | M       | Moritz Stoppelkamp  |
| 8   | Germania           | M       | Heinrich Schmidtgal |
| 9   | Germania           | A       | Patrick Schönfeld   |
| 10  | Italia             | A       | Mike Terranova      |
| 11  | Trinidad și Tobago | A       | Jamal Gay           |
| 13  | Germania           | A       | Ronny König         |

| Nr. |           | Poziție | Jucător           |
| --- | --------- | ------- | ----------------- |
| 15  | Germania  | M       | Marcel Landers    |
| 16  | Germania  | F       | Thomas Schlieter  |
| 17  | Germania  | M       | Oliver Petersch   |
| 18  | Germania  | F       | Marinko Miletić   |
| 19  | Germania  | A       | Markus Heppke     |
| 20  | Germania  | M       | Tim Kruse         |
| 21  | Germania  | P       | Sören Pirson      |
| 22  | Germania  | A       | Felix Luz         |
| 23  | Germania  | M       | Markus Kaya       |
| 27  | Germania  | M       | Benjamin Schüßler |
| 28  | Danemarca | A       | Mike Tullberg     |
| 36  | Polonia   | F       | Dominik Borutzki  |